# Arheilgen-Süd
Arheilgen-Süd bezeichnet einen Statistischen Bezirk im Stadtteil Darmstadt-Arheilgen. 